# Liste der Biografien/Shan
Liste der Biografien |
Portal Biografien |
Personensuche
# |
A |
B |
C |
D |
E |
F |
G |
H |
I |
J |
K |
L |
M |
N |
O |
P |
Q |
R |
S |
T |
U |
V |
W |
X |
Y |
Z |
?
 
Sa |
Sb |
Sc |
Sd |
Se |
Sf |
Sg |
Sh |
Si |
Sj |
Sk |
Sl |
Sm |
Sn |
So |
Sp |
Sq |
Sr |
Ss |
St |
Su |
Sv |
Sw |
Sy |
Sz
 
Sha |
Shc |
She |
Shh |
Shi |
Shk |
Shl |
Shm |
Shn |
Sho |
Shp |
Shr |
Sht |
Shu |
Shv |
Shw |
Shy
 
Shaa |
Shab |
Shac |
Shad |
Shae |
Shaf |
Shag |
Shah |
Shai |
Shaj |
Shak |
Shal |
Sham |
Shan |
Shao |
Shap |
Shaq |
Shar |
Shas |
Shat |
Shau |
Shav |
Shaw |
Shax |
Shay |
Shaz
Die Liste der Biografien führt alle Personen auf, die in der deutschsprachigen Wikipedia einen Artikel haben. Dieses ist eine Teilliste mit 186 Einträgen von Personen, deren Namen mit den Buchstaben „Shan“ beginnt.

## Shan
- Shan Kuo-hsi, Paul (1923–2012), chinesischer Geistlicher, Kardinal der römisch-katholischen Kirche und Bischof von Kaohsiung auf Taiwan
- Shan, Darren (* 1972), britischer Kinderbuchautor
- Shan, Fan (* 1959), deutsch-chinesischer Künstler
- Shan, Sa (* 1972), chinesisch-französische Schriftstellerin und Malerin
- Shan, Tao (205–283), chinesischer Gelehrter
- Shan, Xiaona (* 1983), deutsche TischtennisspielerinShan Xiaona (* 1983)

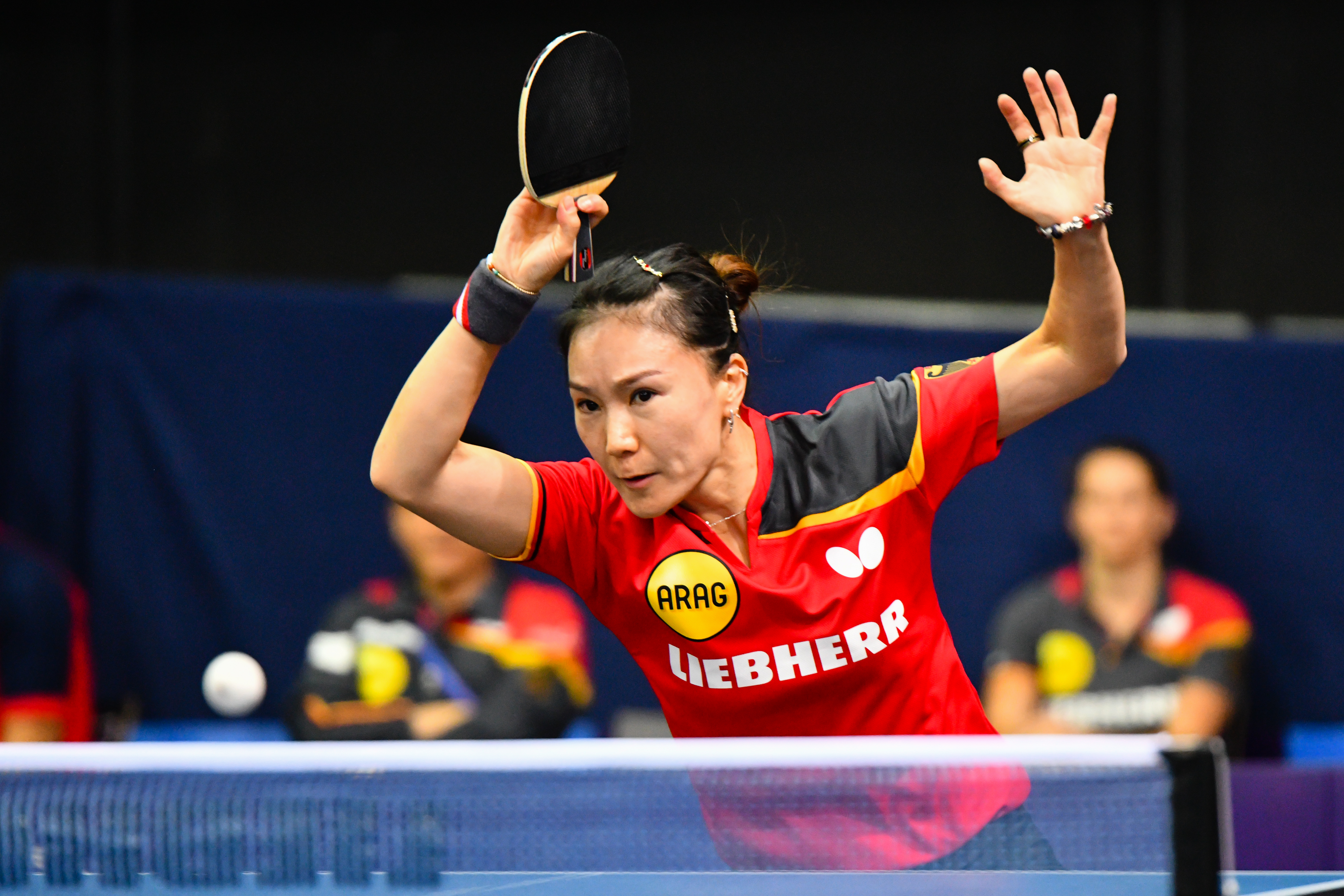
Shan Xiaona (* 1983)

### Shana
- Shana, Ruman (* 1995), bangladeschischer Bogenschütze
- Shanahan, Brendan (* 1969), kanadischer Eishockeyspieler
- Shanahan, James Owen (* 2004), thailändisch-australischer Fußballspieler
- Shanahan, Jeremiah Francis (1834–1886), US-amerikanischer Geistlicher, Bischof von Harrisburg
- Shanahan, Joseph (1871–1943), irischer römisch-katholischer Ordensgeistlicher und Apostolischer Vikar von Süd-Nigeria
- Shanahan, Katie (* 2004), britische Schwimmerin
- Shanahan, Kyle (* 1979), US-amerikanischer American-Football-Trainer
- Shanahan, Louise (* 1997), irische Mittelstreckenläuferin
- Shanahan, Matt (* 1964), irischer Politiker
- Shanahan, Mike (* 1952), US-amerikanischer American-Football-Trainer
- Shanahan, Nicole (* 1985), US-amerikanische Unternehmerin, Anwältin, Philanthropin und Politikerin
- Shanahan, Patrick M. (* 1962), US-amerikanischer Politiker und Industriemanager
- Shanahan, Ryan Patrick (* 1976), US-amerikanischer Schauspieler
- Shanahan, Shane (* 1972), US-amerikanischer Perkussionist
- Shanahan, Thomas (1936–2006), US-amerikanischer Ingenieur
- Shanahan, William O. (1913–1990), US-amerikanischer Historiker
- Shanaka, Dasun (* 1991), sri-lankischer Cricketspieler
- Shanakdakheto, nubische Königin
- Shanan, Fatma (* 1986), israelisch-drusische Malerin
- Shanawdithit († 1829), letzte Überlebende der Beothuk, Indianerstamm auf Neufundland

### Shand
- Shand Kydd, Frances (1936–2004), britische Adelige; Mutter von Diana, Princess of Wales
- Shand, Bruce (1917–2006), britischer Offizier
- Shand, David (1921–2011), australischer Geistlicher und Bischof der Anglican Church of Australia
- Shand, David (* 1956), kanadischer Eishockeyspieler und -trainer
- Shand, Ernest (1868–1924), englischer Gitarrist, Komponist und Schauspieler
- Shandilya, Sandesh (* 1979), indischer Sänger, Musiker und Filmkomponist
- Shandling, Garry (1949–2016), US-amerikanischer Komiker und SchauspielerGarry Shandling (1949–2016)

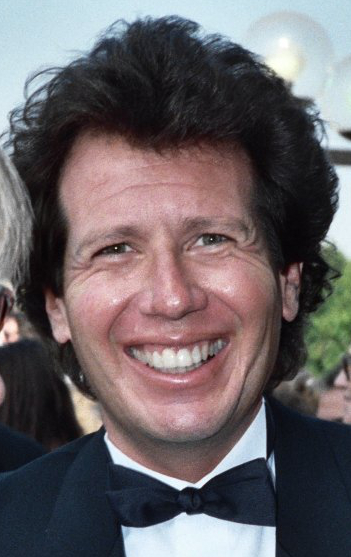
Garry Shandling (1949–2016)

- Shands, G. D. (1844–1917), US-amerikanischer Politiker
- Shands, Norman (1916–2012), amerikanischer Pastor und Bürgerrechtler

### Shane
- Shane, Bob (1934–2020), US-amerikanischer Musiker
- Shane, Jackie (1940–2019), US-amerikanische Rhythm-and-Blues- und Jazzsängerin
- Shane, Mike (* 1967), US-amerikanischer Wrestler
- Shane, Rita (1936–2014), US-amerikanische Opernsängerin in der Stimmlage Sopran
- Shane, Ryan (* 1994), US-amerikanischer Tennisspieler
- Shane, Sara (1928–2022), US-amerikanische Schauspielerin, Unternehmerin und Autorin
- Shane, Todd (* 1967), US-amerikanischer Wrestler
- Shanebrook, Doc (1907–1976), US-amerikanischer Autorennfahrer
- Shaner, William (* 2001), US-amerikanischer Sportschütze
- Shaneson, Julius (* 1944), US-amerikanischer Mathematiker
- Shanet, Howard (1918–2006), US-amerikanischer Dirigent, Komponist

### Shang
- Shang Shichun (* 1979), chinesische Gewichtheberin
- Shang Yang († 338 v. Chr.), chinesischer Staatsmann
- Shang, Chunsong (* 1996), chinesische Turnerin
- Shang, Edward (* 1965), deutscher Chirurg
- Shang, Jincai (* 1993), chinesischer Skilangläufer
- Shang, Juncheng (* 2005), chinesischer Tennisspieler
- Shang, Kun (* 1990), chinesischer Tischtennisspieler
- Shang, Wenjie (* 1982), chinesische Sängerin, Songwriterin, Schauspielerin und Unternehmerin
- Shangala, Sacky (* 1977), namibischer Politiker und Minister
- Shange, Lebogang (* 1990), südafrikanischer Geher
- Shange, Ntozake (1948–2018), US-amerikanische Autorin, Schauspielerin und Regisseurin
- Shangguan, Wan’er († 710), chinesische Kurtisane, Dichterin und Politikerin
- Shanghvi, Dilip (* 1955), indischer Unternehmer
- Shangula, Kalumbi (* 1948), namibischer Politiker und Arzt

### Shani
- Shani, Lahav (* 1989), israelischer Pianist und DirigentLahav Shani (* 1989)

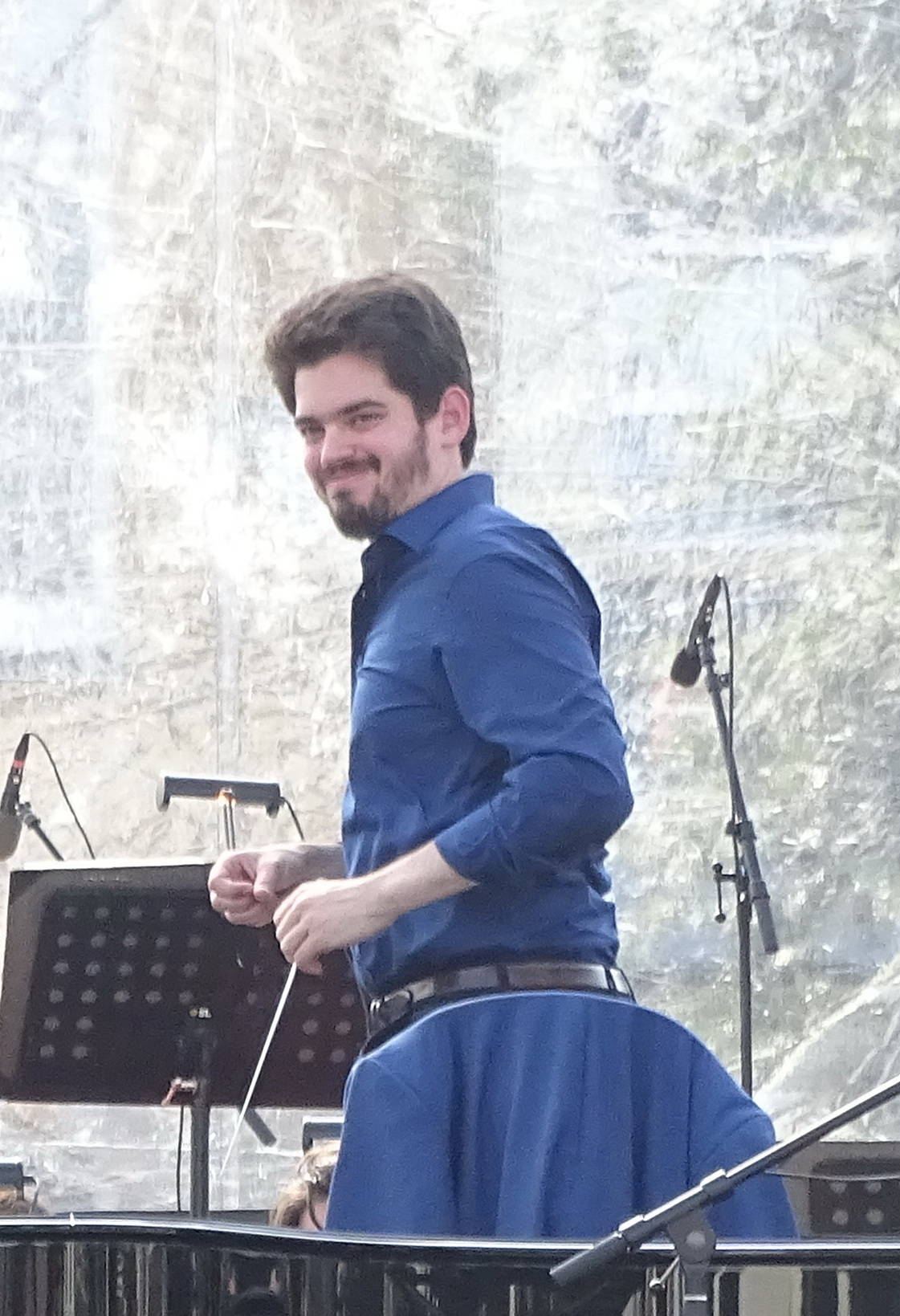
Lahav Shani (* 1989)

- Shani, Yaron (* 1973), israelischer Filmemacher
- Shanice (* 1973), US-amerikanische R& B-Sängerin
- Shaningwa, Sophia (* 1959), namibische Politikerin und Ministerin

### Shanj
- Shanjo, Führer der Masubia

### Shank
- Shank, Bud (1926–2009), US-amerikanischer Jazzmusiker und Arrangeur
- Shank, Charles (* 1943), US-amerikanischer Physiker
- Shank, Kendra (* 1958), US-amerikanische Jazzsängerin, Gitarristin und Perkussionistin
- Shankar Madurai, Gopi (* 1991), indischer Intersex- und LGBT-Aktivist/in
- Shankar, Anoushka (* 1981), britische MusikerinAnoushka Shankar (* 1981)

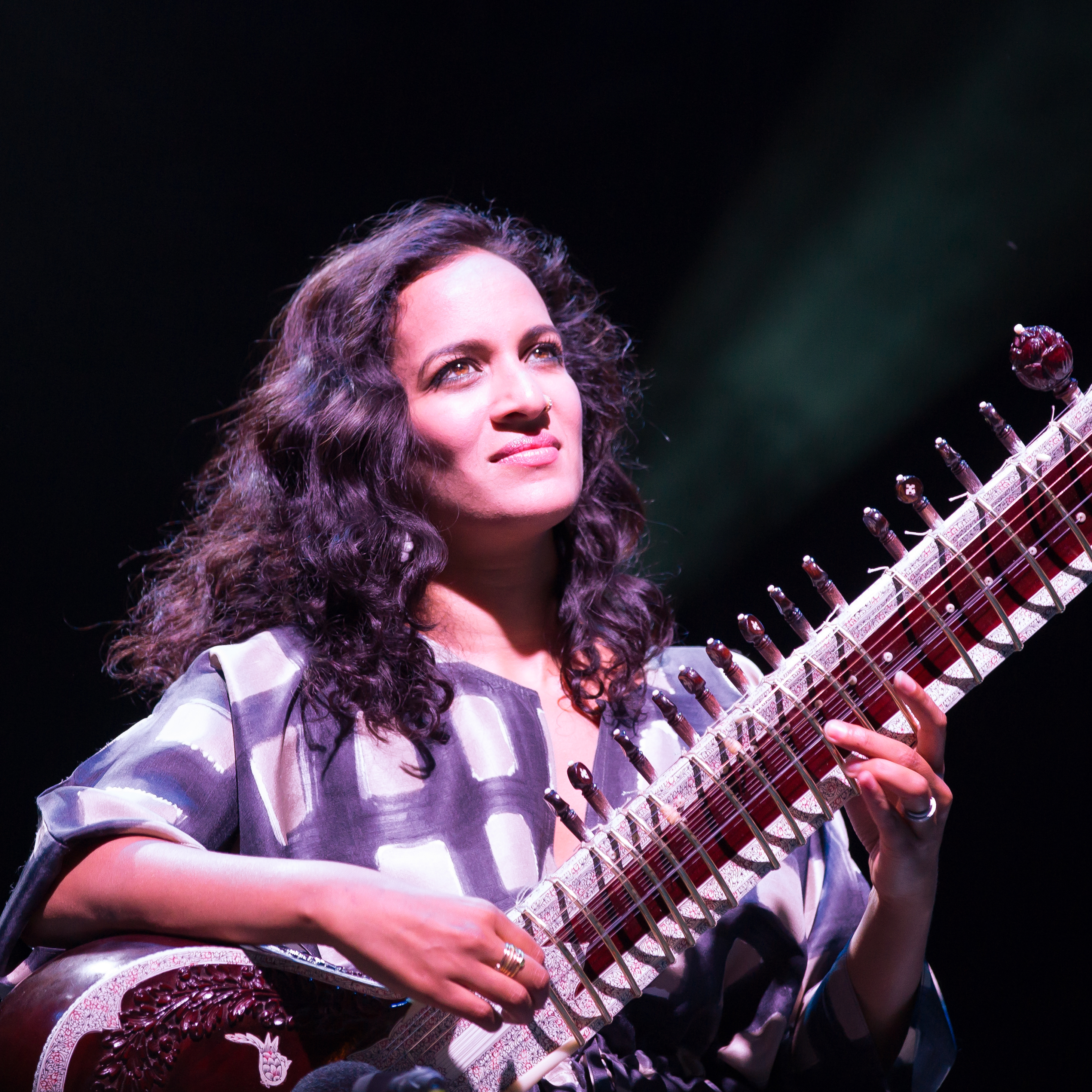
Anoushka Shankar (* 1981)

- Shankar, Gingger, indisch-amerikanische Sängerin, Geigerin und Komponistin, Filmemacherin und -produzentin
- Shankar, Harish (* 1984), malaysischer Dirigent
- Shankar, Jiya (* 1995), indische Schauspielerin
- Shankar, K. (1926–2006), indischer Regisseur
- Shankar, L. (* 1950), indischer Violinist und Komponist
- Shankar, Lakshmi (1926–2013), indische Sängerin
- Shankar, Mamata (* 1955), indische Schauspielerin, Tänzerin, Choreografin
- Shankar, Melinda (* 1992), kanadische Schauspielerin
- Shankar, Ramamurti (* 1947), indisch-amerikanischer theoretischer Physiker
- Shankar, Ramsewak (* 1937), surinamischer Politiker; 4. Staatspräsident von Suriname
- Shankar, Ravi (1920–2012), indischer Sitarspieler und KomponistRavi Shankar (1920–2012)

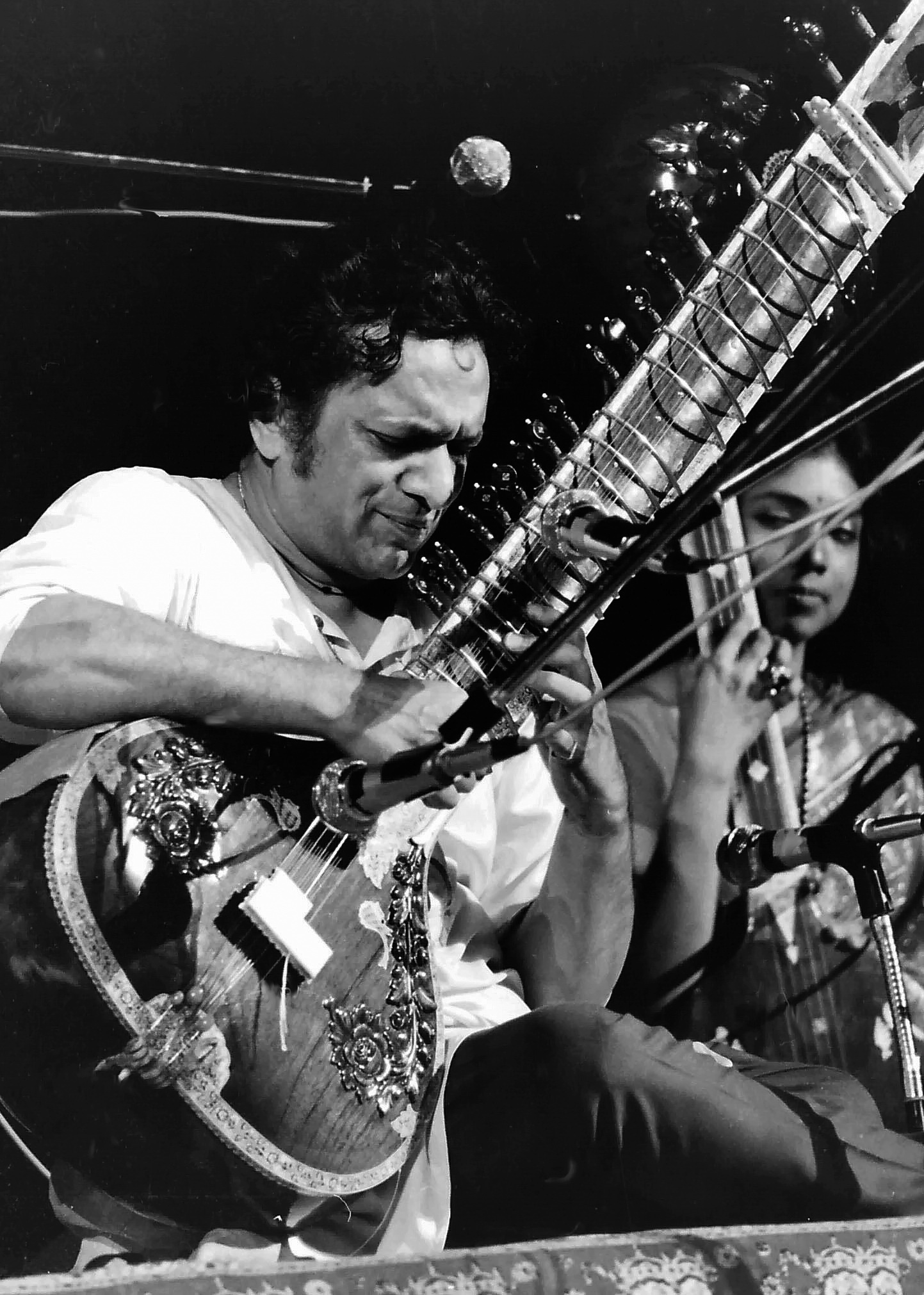
Ravi Shankar (1920–2012)

- Shankar, Shalil (* 1947), indischer Sitarspieler und Komponist
- Shankar, Sri Sri Ravi (* 1956), indischer Brahmane, Gründer der International Art of Living Foundation
- Shankar, Tejaswin (* 1998), indischer Hochspringer
- Shankar, Uday (1900–1977), indischer Tänzer, Choreograf und Tanzpädagoge
- Shankar, Vijay (* 1991), indischer Cricketspieler
- Shankara, indischer Philosoph des Hinduismus
- Shankariya, Kampatimar (1952–1979), indischer Serienmörder
- Shanker, Nic (* 1982), deutscher Autor und selbstständiger Barkeeper
- Shankland, Lawrence (* 1995), schottischer Fußballspieler
- Shankland, Samuel (* 1991), US-amerikanischer Schachmeister
- Shankland, Tom (* 1968), britischer Drehbuchautor und Filmregisseur
- Shankle, David (* 1967), US-amerikanischer Gitarrist (Manowar)
- Shankle, Joel (1933–2015), US-amerikanischer Leichtathlet
- Shankley, Amelia (* 1972), britische Schauspielerin
- Shanklin, George S. (1807–1883), US-amerikanischer Politiker
- Shanklin, Tom (* 1979), walisischer Rugbyspieler
- Shankly, Bill (1913–1981), schottischer Fußballspieler und -trainer
- Shankman, Adam (* 1964), US-amerikanischer Choreograf, Filmregisseur und FilmproduzentAdam Shankman (* 1964)

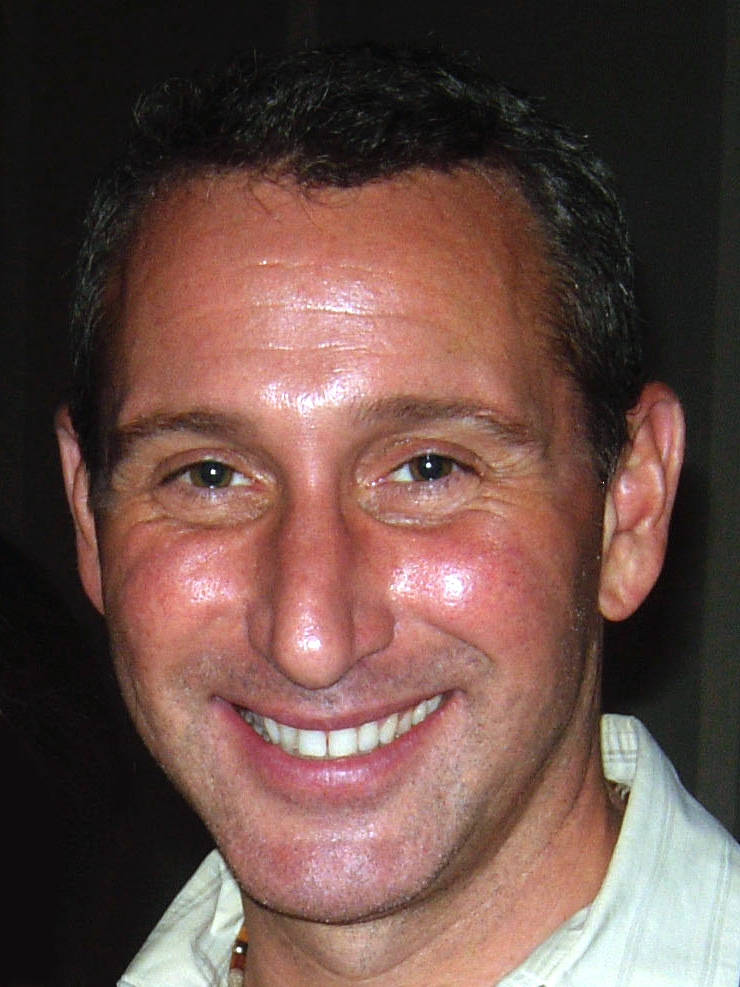
Adam Shankman (* 1964)

- Shanko, Timo (* 1968), US-amerikanischer Jazzmusiker
- Shanks, Alison (* 1982), neuseeländische Radrennfahrerin
- Shanks, Ann Zane (1927–2015), US-amerikanische Fotografin, Autorin, Film- und Theaterproduzentin und Regisseurin
- Shanks, Daniel (1917–1996), US-amerikanischer Mathematiker
- Shanks, David C. (1861–1940), US-amerikanischer Offizier, Generalmajor der US-Army
- Shanks, Don (* 1950), US-amerikanischer Schauspieler und Stuntman
- Shanks, Donald (1940–2011), australischer Opernsänger (Bassbariton)
- Shanks, Edward (1892–1953), englischer Schriftsteller und Journalist
- Shanks, Hershel (1930–2021), US-amerikanischer Jurist, Amateur-Archäologe und Herausgeber
- Shanks, Ian (* 1948), britischer Elektroingenieur
- Shanks, John, US-amerikanischer Musikproduzent, Songwriter und Gitarrist
- Shanks, John P. C. (1826–1901), US-amerikanischer Politiker
- Shanks, Michael (* 1959), britischer Archäologe
- Shanks, Michael (* 1970), kanadischer SchauspielerMichael Shanks (* 1970)

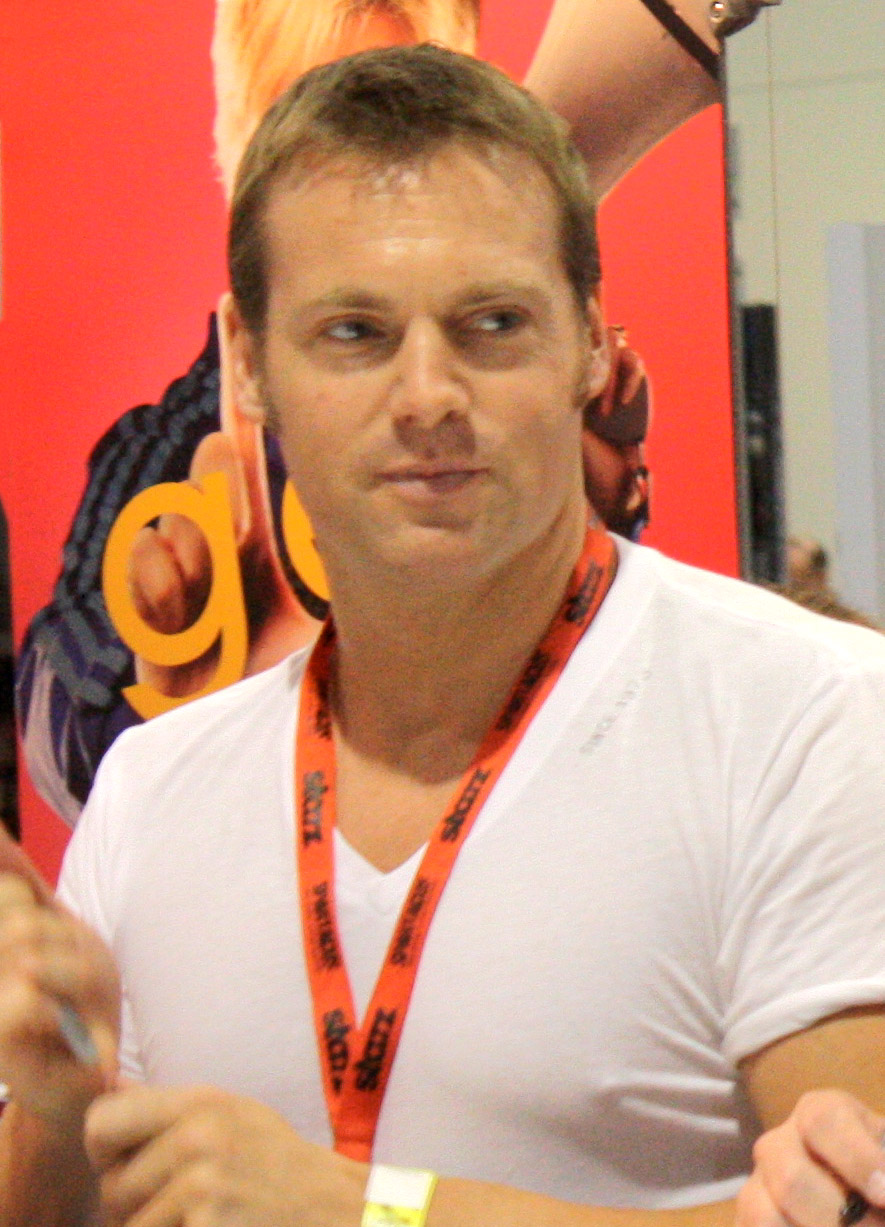
Michael Shanks (* 1970)

- Shanks, William (1812–1882), englischer Mathematiker

### Shanl
- Shanley, Ann (* 1928), australische Sprinterin
- Shanley, James A. (1896–1965), US-amerikanischer Politiker
- Shanley, John (1852–1909), US-amerikanischer Geistlicher, Bischof von Fargo
- Shanley, John Patrick (* 1950), US-amerikanischer Drehbuchautor und Oscar-Preisträger
- Shanley, Ryan (* 2001), schottischer Fußballspieler

### Shanm
- Shanmugam, Kasiviswanathan (* 1959), singapurischer Politiker und ehemaliger Anwalt
- Shanmugam, P. (1927–2013), indischer Politiker
- Shanmugarajah, Sanjeev (* 1988), sri-lankischer Fußballspieler
- Shanmugaratnam, Tharman (* 1957), singapurischer Politiker
- Shanmugeshwaran, Kumar (* 1991), sri-lankischer Langstreckenläufer

### Shann
- Shanno, David F. (1938–2019), US-amerikanischer Mathematiker
- Shannon (* 1958), US-amerikanische Sängerin
- Shannon Elizabeth (* 1973), US-amerikanische Schauspielerin und PokerspielerinShannon Elizabeth (* 1973)

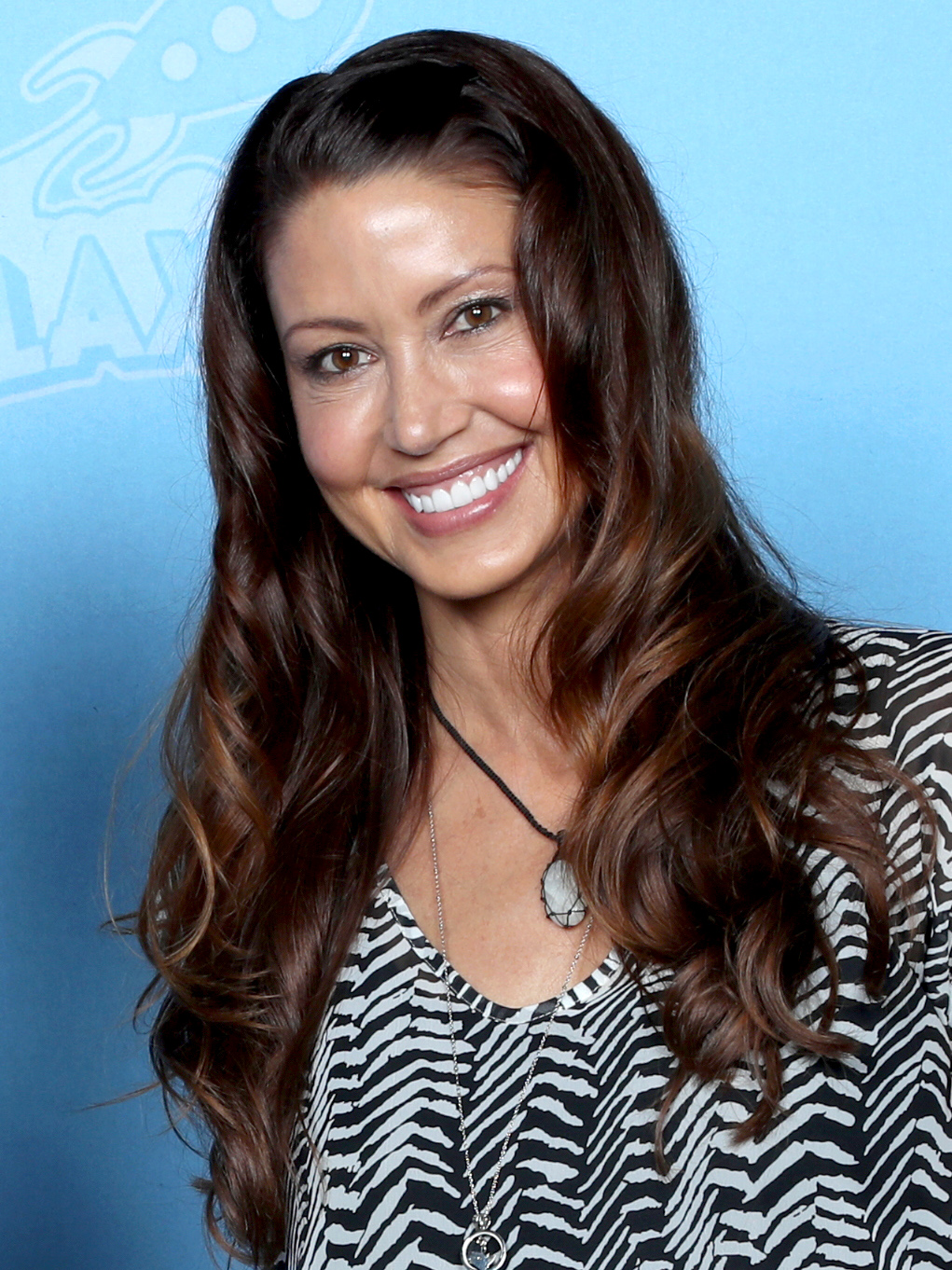
Shannon Elizabeth (* 1973)

- Shannon, Claude (1916–2001), US-amerikanischer Mathematiker und Elektrotechniker
- Shannon, Darrin (* 1969), kanadischer Eishockeyspieler
- Shannon, Darryl (* 1968), kanadischer Eishockeyspieler
- Shannon, Deirdre (* 1970), irische Sängerin
- Shannon, Del (1934–1990), US-amerikanischer Rock-'n'-Roll-Sänger
- Shannon, Edward C. (1870–1946), US-amerikanischer Politiker
- Shannon, Emma (* 2006), US-amerikanische Kinderdarstellerin
- Shannon, Frank (1874–1959), US-amerikanischer Schauspieler
- Shannon, Harry (1890–1964), US-amerikanischer Schauspieler
- Shannon, James A. (1904–1994), US-amerikanischer Mediziner
- Shannon, James C. (1896–1980), US-amerikanischer Politiker und Jurist
- Shannon, James Jebusa (1862–1923), anglo-amerikanischer Maler
- Shannon, James Michael (* 1952), US-amerikanischer Politiker
- Shannon, James Patrick (1921–2003), US-amerikanischer römisch-katholischer Weihbischof
- Shannon, Joe (1867–1943), US-amerikanischer Politiker
- Shannon, Julia († 1854), amerikanische Fotografin
- Shannon, June (* 1979), US-amerikanische Reality-TV-Darstellerin
- Shannon, Karissa (* 1989), US-amerikanisches Model
- Shannon, Kim (* 1976), US-amerikanische Schauspielerin und Filmproduzentin
- Shannon, Kristina (* 1989), US-amerikanisches Model
- Shannon, Mark (1939–2018), italienischer Schauspieler
- Shannon, Mary (* 1944), englische Tischtennisspielerin
- Shannon, Michael (* 1974), US-amerikanischer SchauspielerMichael Shannon (* 1974)

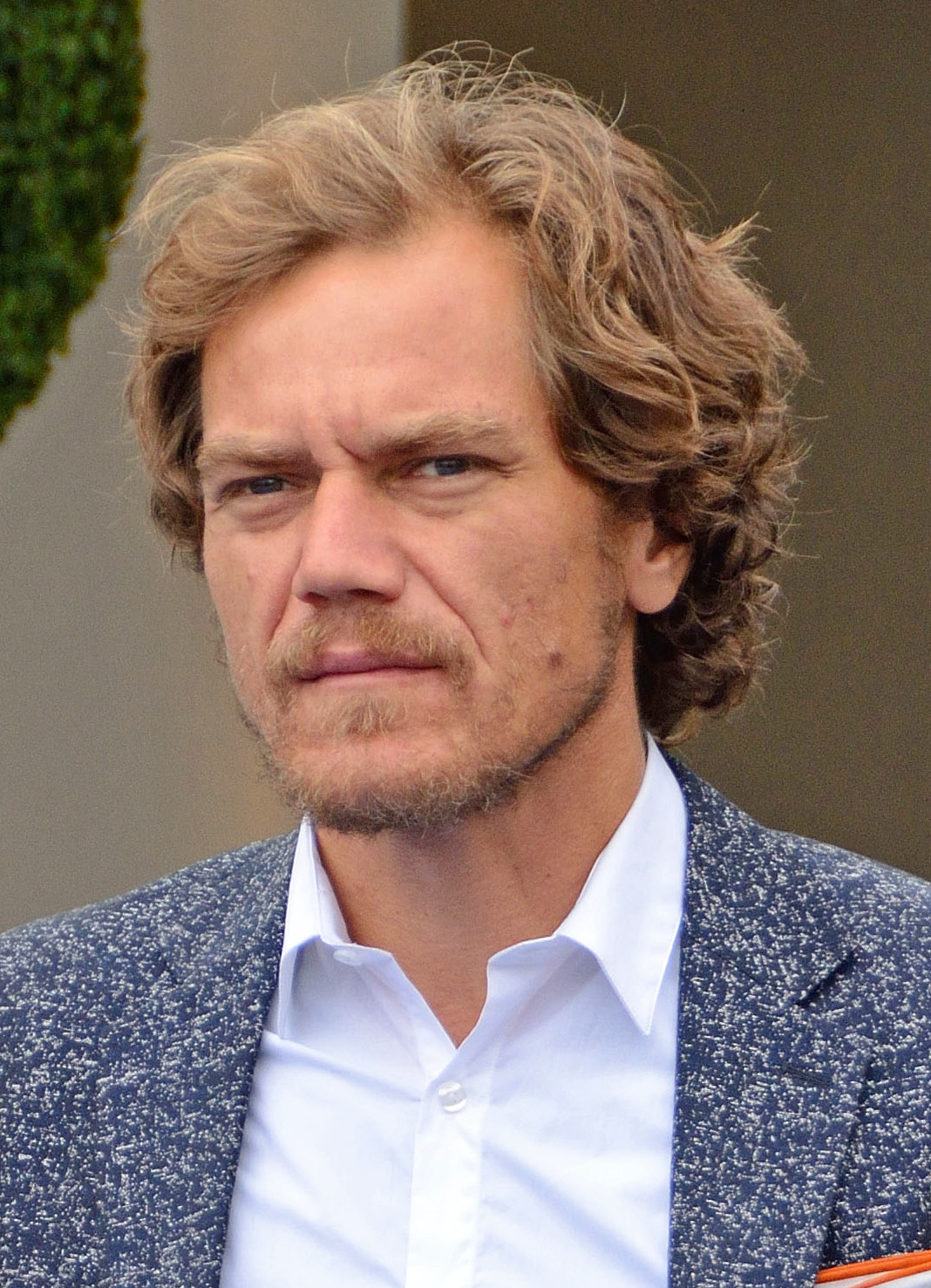
Michael Shannon (* 1974)

- Shannon, Molly (* 1964), US-amerikanische Schauspielerin
- Shannon, Patrick (* 1977), irischer Skeletonpilot
- Shannon, Peggy (1907–1941), US-amerikanische Schauspielerin
- Shannon, Peter (* 1949), australischer Diplomat
- Shannon, Polly (* 1973), kanadische Schauspielerin, Drehbuchautorin und Filmproduzentin
- Shannon, Rachelle (* 1956), US-amerikanische Aktivistin
- Shannon, Richard C. (1839–1920), US-amerikanischer Offizier, Jurist und Politiker
- Shannon, Ryan (* 1983), US-amerikanischer Eishockeyspieler
- Shannon, Samantha (* 1991), britische SchriftstellerinSamantha Shannon (* 1991)

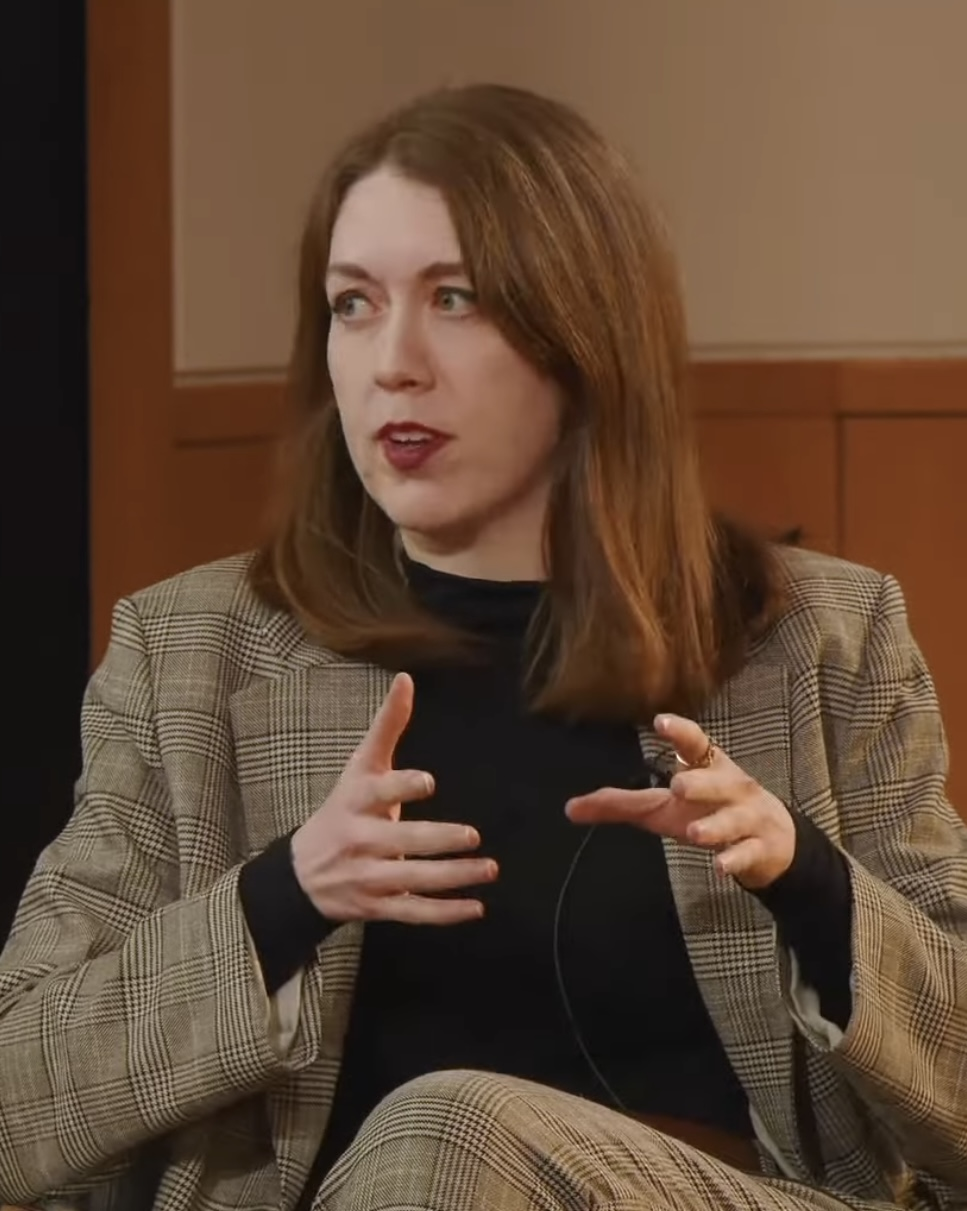
Samantha Shannon (* 1991)

- Shannon, Sharon (* 1968), irische Folkmusikerin
- Shannon, Terry (1929–2022), britischer Jazzmusiker (Piano)
- Shannon, Thomas (1786–1843), US-amerikanischer Politiker
- Shannon, Thomas (* 1940), US-amerikanischer katholischer Theologe
- Shannon, Thomas A. (* 1958), amerikanischer Diplomat
- Shannon, Thomas Bowles (1827–1897), US-amerikanischer Politiker
- Shannon, Vera Chan (* 1998), chinesische Dreispringerin (Hongkong)
- Shannon, Vicellous (* 1971), US-amerikanischer Schauspieler
- Shannon, W. Frank, schottischer Badmintonspieler
- Shannon, Wilson (1803–1877), US-amerikanischer Politiker

### Shano
- Shanosky, Conor (* 1991), US-amerikanischer Fußballspieler

### Shanq
- Shanqeeti, Muhannad al- (* 1999), saudi-arabischer Fußballspieler
- Shanqiti, Osamah al- (* 1976), saudi-arabischer Leichtathlet

### Shant
- Shantanand, Shankaracharya (1913–1997), Shankaracharya des Lehrsitzes und Ashrams Jothir Math
- Shantarakshita, Philosoph des indischen und des tibetischen Buddhismus
- Shantaram, V. (1901–1990), indischer Filmregisseur und -schauspieler
- Shanté, Roxanne (* 1969), US-amerikanische RapperinRoxanne Shanté (* 1969)

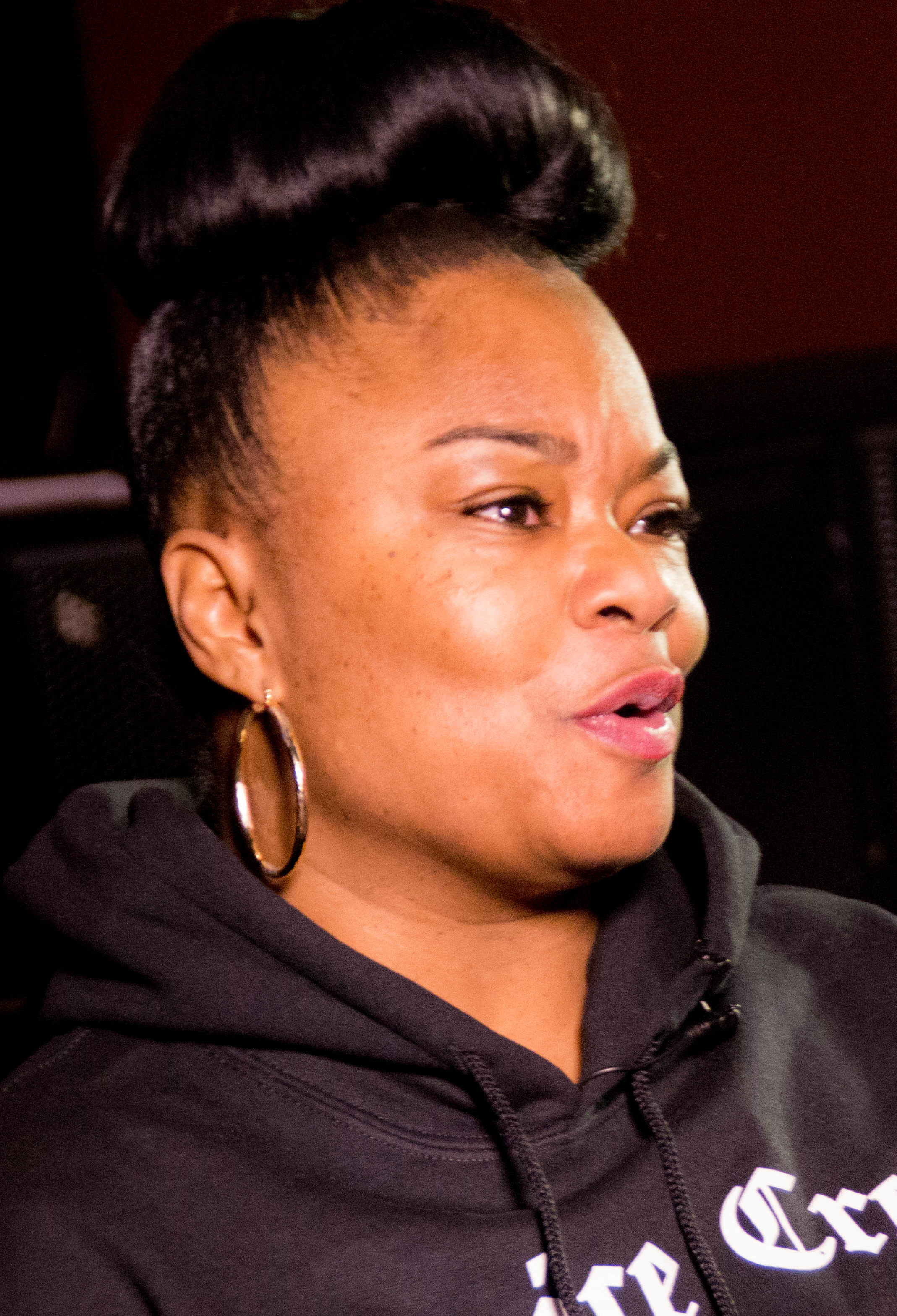
Roxanne Shanté (* 1969)

- Shanteau, Eric (* 1983), US-amerikanischer Schwimmer
- Shanti, Oliver (* 1948), deutscher Musiker und verurteilter Sexualstraftäter
- Shantideva, indischer Königssohn
- Shanto, Najmul Hossain (* 1998), bangladeschischer Cricketspieler
- Shantoja, Lazër, römisch-katholischer Priester und Märtyrer
- Shantz, Amanda (* 1979), kanadische Hochschullehrerin (Human Resources)
- Shantz, Jeff (* 1973), kanadischer Eishockeyspieler

### Shanw
- Shanwary, Esmat (* 1993), niederländischer Fußballspieler

### Shany
- Shany, Ruth (* 1923), israelische Künstlerin

### Shanz
- Shanzer, Danuta (* 1956), amerikanische Altphilologin und Mediävistin